# Kræmerpynten

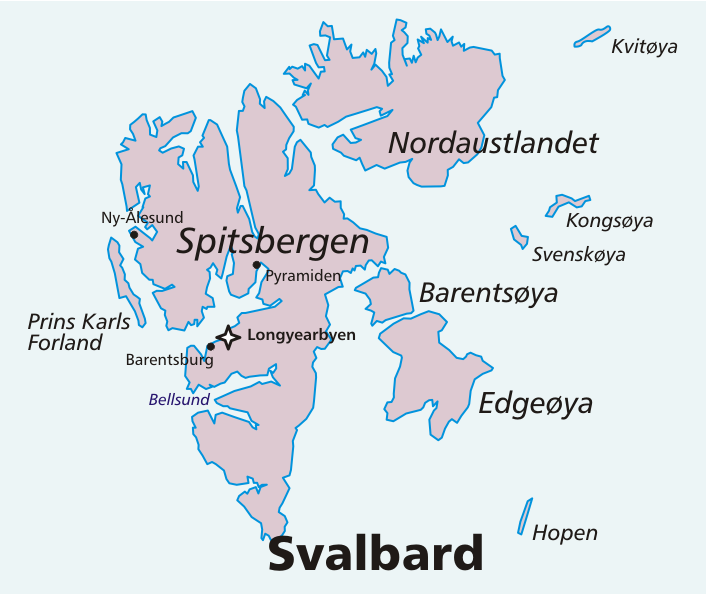
Lägeskarta, Kvitøya längst till höger på kartan

Kræmerpynten (svenska Kraemerudden) är en udde på ön Kvitøya i nordöstra Svalbard. Udden är den östligaste platsen i hela Svalbard och en av Svalbards ytterpunkter.
Kræmerpynten är en viktig liggplats för valrossar.

## Geografi
Kræmerpynten ligger på Kvitøyas östra del cirka 475 km nordöst om Longyearbyen och endast cirka 60 km väster om ryska Ostrov Viktorija (Viktorijaön) i Barents hav.
Udden består av basaltsten och är istäckt större delen av året.
Förvaltningsmässigt ingår udden i naturreservatet Nordaust-Svalbard naturreservat Nordpolen.

## Historia
1920 ingicks Spetsbergtraktaten som reglerade territorialgränsen mellan Norge och Ryssland och gränsen drogs mellan Kvitøya och Viktorijaön.
Kræmerpynten namngavs efter norske kapten Waldemar Hilbert Kræmer som utforskade området 1925
1973 inrättades Nordaust-Svalbard naturreservat.